# اختراع آقاجون
فیلم اختراع آقا جون به کارگردانی میلاد جرموز بیان گر اتفاقات میان یک نوجوان ۱۳ ساله با پدر بزرگش است. آن‌ها با هم زندگی می‌کنند و البته اتفاقات در قالب طنز به مخاطب نشان داده می‌شود.

## داستان
اختراع آقاجون فیلمی از سومین بخش از سه‌گانه «آن روزها» در ژانر کودک است و پیش از این، دو فیلم «ماشین حساب آقاجون» و «دوربین عکاسی آقاجون» از این مجموعه ساخته شده‌است. این سه‌گانه را در اصل برای ادای دینی به قصه‌های مجید و خاطراتی که برای ما تداعی می‌کند. در فضای این تله فیلم احمد بزرگ شده و دارد به سربازی می‌رود اما با تعریف یک خاطره به دهه ۶۰ و ۷۰ برمی گردد.